# ويليام جاي مورغان
ويليام جاي مورغان (بالإنجليزية: William J. Morgan)‏ هو ضابط أمريكي، ولد في 4 فبراير 1917، وتوفي في 19 مارس 2003.